# Mekar Jaya (Bunguran Barat)
Mekar Jaya is een bestuurslaag in het regentschap Natuna van de provincie Riau-archipel, Indonesië. Mekar Jaya telt 439 inwoners (volkstelling 2010).